# ソルボンヌ大学 (2018)

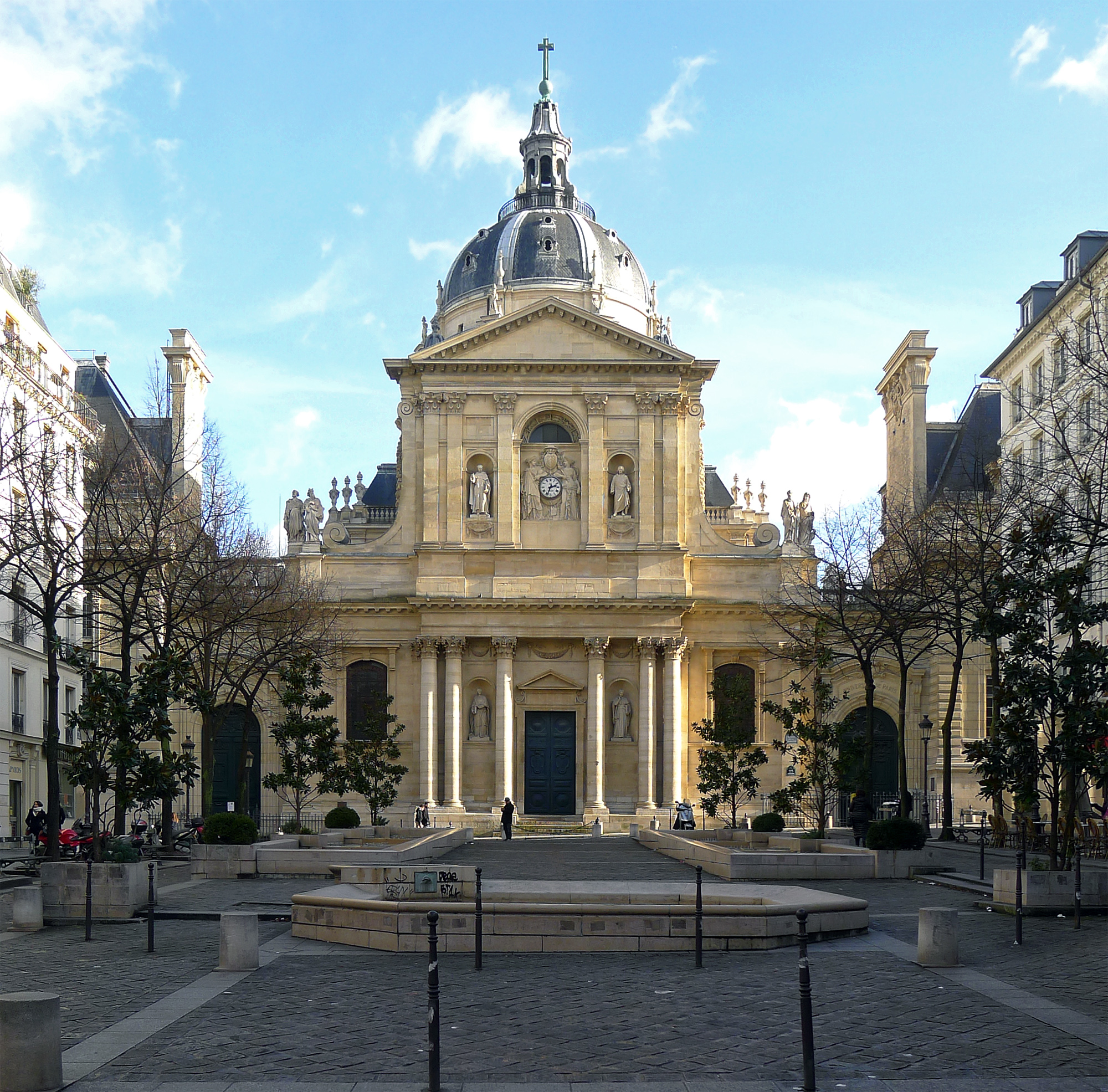
ソルボンヌ本館のチャペル

ソルボンヌ大学（ソルボンヌだいがく、Sorbonne University、フランス語: Sorbonne Université）は、フランス・パリの公立研究大学。2018年にパリ第4大学とピエールエマリーキュリーパリ第6大学、および小規模な機関が合併統合して創立された。
そもそもは1257年にルイ9世の宮廷付説教師であるロベール・ド・ソルボンが、貧しい俗世聖職者のために学ぶ場を提供するためにソルボンヌ学寮を立てたことに起因する。そのため、合併前の各大学の歴史も長く、フランスを代表する大学の一つとして高い評価を得ている。ソルボンヌ大学は、人文学、科学・工学、医学の3つに分かれている。
ソルボンヌ大学の卒業生と教授は、33のノーベル賞、6名のフィールズ賞、1名のチューリング賞受賞者を輩出している。
QS世界大学ランキングでソルボンヌ大学は2023年に総合世界60位、2024年に59位にランキングされている。

## 歴史

### ソルボンヌ大学
ルイ9世（サン・ルイ）の司祭であったロベール・ド・ソルボン（1201年-1274年）は、恵まれない学生が医師の地位を得るために経験する困難を目の当たりにしていた。
1257年2月、ロベール・ド・ソルボンは正式な形である数の教会関係者のために家（ドムス）を設立させた。彼らは共同生活を送りながら、物質的な存在を気にせず、勉強と教育にすべてを捧げることになる。家はコレージュ・ド・ソルボンヌと呼ばれることになる。ソルボンヌ大学が掲げていたスローガン「Sorbonne University, creators of futures since 1257」はこの日付にちなんでいる。コレージュ・ド・ソルボンヌは他の旧パリ大学と共に1793年に閉鎖された。
コレージュ・ド・ソルボンヌは、現在のソルボンヌ大学の建物の敷地内にあり、首相府、ソルボンヌ大学、パリ第1パンテオン・ソルボーン大学、パリ第3ソルボンヌ・ヌーベル大学が共同で使用している。
1893年4月28日、学会の複数の学部が連合して設立された団体に市民権を与える法律、および1896年7月10日、学部の団体に大学の名称を与える法律により、1896年に科学部、文学部、法学部、医学部、プロテスタント神学部（1877年創設、1905年に自由学部となった）、および高等薬学院の集合として、新しいパリ大学が設立された。

### パリ大学の分割
1968年のエドガー・フォール改革によりパリ大学が解体され、パリ・ソルボンヌ大学とピエール・エ・マリー・キュリー大学が誕生した。パリ大学は5つの学部に分裂され、複数の大学が形成された。パリ・ソルボンヌ大学、パリ第一パンテオン・ソルボンヌのように「ソルボンヌ」の名称を使用し、パリ大学の歴史的な建造物を使用する大学もある。

### パリ第4大学とパリ第6大学の統一
2018年1月1日、ソルボンヌ大学はパリ・ソルボンヌ大学（旧パリ第4大学）とピエール・エ・マリー・キュリー大学（旧パリ第6大学）が統合されて誕生した。この歴史は、人文社会学部や芸術学部はパリ第4大学を、理学部と医学部はパリ第6大学の活動を引き継いでいる。
2018年3月、ソルボンヌ大学は、イニシアチブ・オブ・エクセレンス（IDEX）の枠組みで行われた国際審査会にて、優秀賞を受賞した。SUPERプロジェクト（「Sorbonne Université à Paris pour l'enseignement et la recherche」）は、Investissements d'avenir プログラムによる支援を期限なしで受けることができる。

## 学部

### 人文科学部（Lettres）
人文社会学部は非常に歴史のある学部でパリ5区のビクトールクッサン通り1番地(ソルボンヌキャンパス)に本部が位置する。パリ大学人文社会学部(Faculté des lettres de Paris)とパリ第4大学パリ・ソルボンヌの流れを汲み、ソルボンヌの伝統的な施設を使用する。ソルボンヌキャンパスの他に、マレゼルブキャンパス、クリニアンクールキャンパスを有す。文学科、歴史学科、地理学科、哲学科、考古学科、言語学科、社会学科、芸術学科、音楽学科が人文社会学部に所属する。

### 理工学部
ソルボンヌ大学理工学部は、フランスの主要な研究機関の一つで、パリ大学理学部（後にパリ＝サクレー理学部）を前身とする。
ソルボンヌ大学には125以上の研究室があり、そのほとんどが国立科学研究センター（CNRS）と提携している。代表的な研究所・研究室には、アンリ・ポアンカレ研究所（数学）、パリ天体物理学研究所（Institut d'astrophysique de Paris、天体物理学）、LIP6（情報学、コンピュータサイエンス）ロボット工学・システム知能研究所、（Institut des systèmes intelligents et de robotique、ロボット工学）、ジュシュー数学研究所（Institut de mathématiques de Jussieu - Paris Rive Gauche、数学基礎論、パリ大学と共同研究）、カストレル・ブロッセル研究室（Laboratoire Kastler-Brossel、量子物理学、PSL大学と共同研究）などが挙げられる。

### 医学部
医学部は、サルペトリエール病院と聖アントワーヌ病院、2つの大学病院にある。

## キャンパス

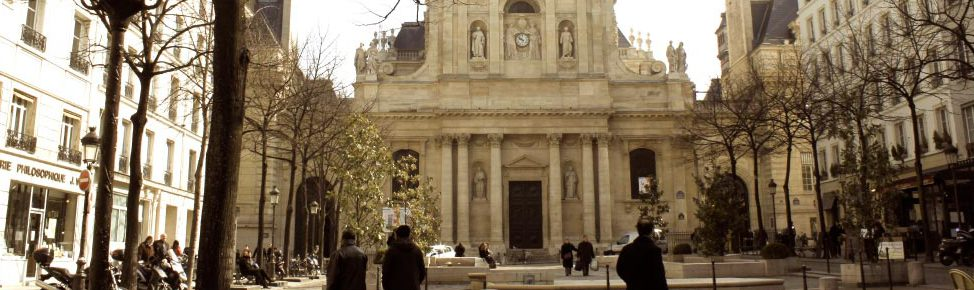
ソルボンヌ
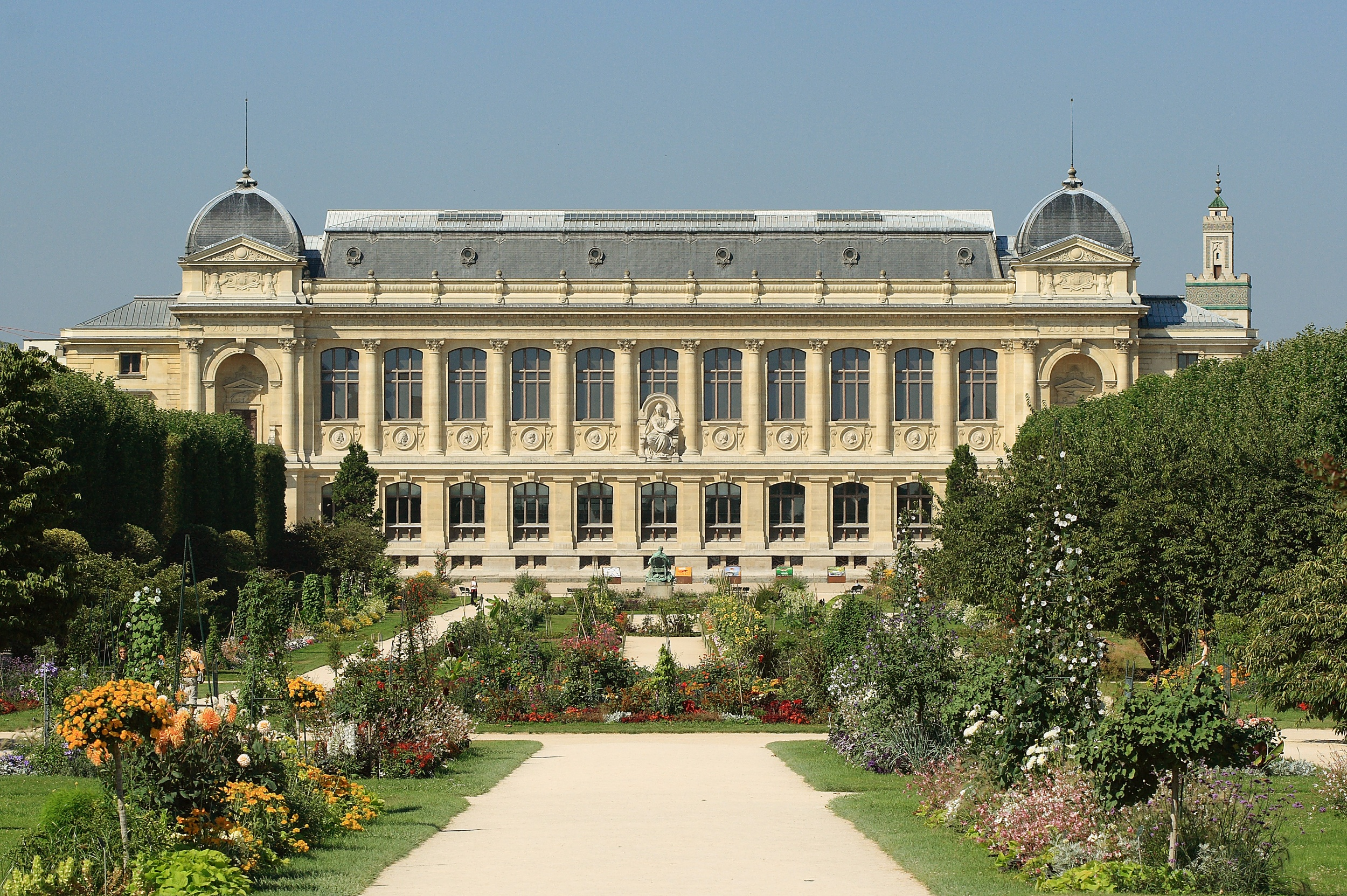
ジャルダンデプラントからの斜視図
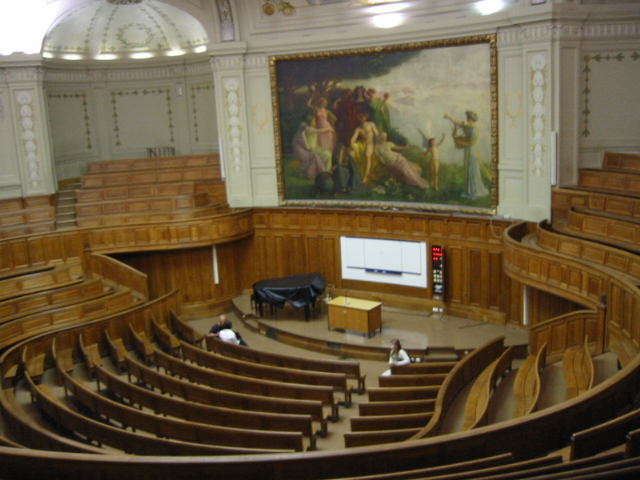
パリ・ソルボンヌ大学の講堂「アンフィテアトル・リシュリュー」

### ソルボンヌ
ソルボンヌキャンパスはカルティエラタン、パリ5区のビクトールクッサン通り1番地に位置する。主に人文社会学部が使用する。古くからソルボンヌが使用してきたキャンパス。

### ジュシュー
パリ第6大学が使用していた。ソルボンヌ大学に併合され医学、科学教育に使用される。

### Maison de la Recherche
メゾン・ド・ラ・レシェルシュはパリ5区に位置し、1985年にソルボンヌ大学に買収された。ソルボンヌ大学人文社会学部が所有する。歴史学、フランス文学、文化学、地理学等の研究に使用されている。

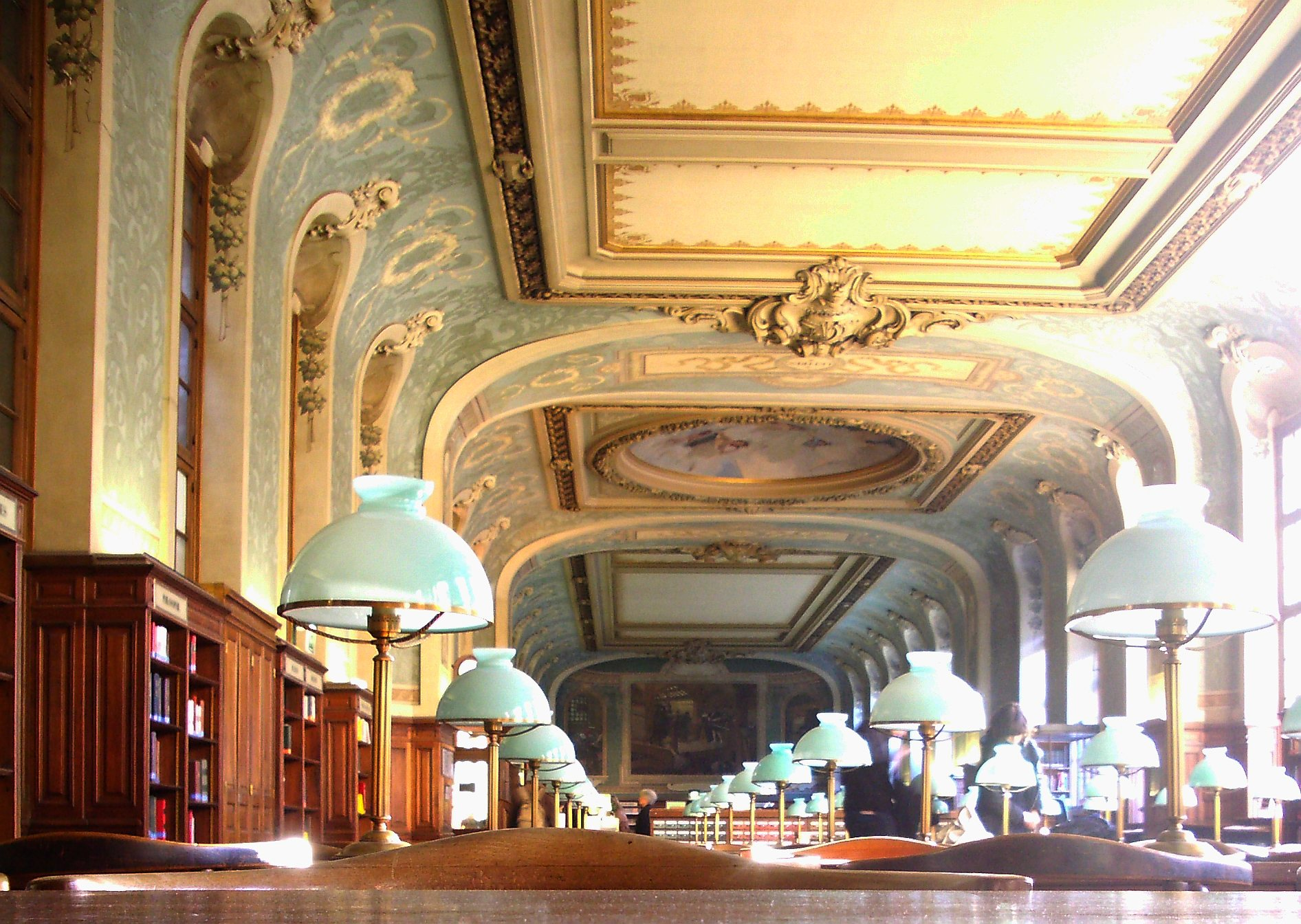
ラソルボンヌ大学間図書館

### クリニャンクールとマレゼルブ
マレゼルブキャンパスはHECパリ校が過去に使用していた施設を使用しており、1999年に改修された。現在は主に言語、外国文化、文学教育を行うキャンパスである。

### Institut d'Artetd'Archéologie
考古学教育、研究に使用される。

### アブダビのソルボンヌ大学
2006年にアブダビに設置された。

## 大学ランキングとパートナーシップ

### 国際パートナーシップ
欧州では、プラハ・カレル大学（チェコ共和国）、ハイデルベルク・カレル大学（ドイツ）、ワルシャワ・チャールズ大学（ポーランド）、ミラノ・カレル大学（イタリア）、コペンハーゲン・チャールズ大学（デンマーク）とともに欧州研究大学連盟と4EU+に加盟している。

### ランキングと評判
2023年のQS世界大学ランキングにてソルボンヌ大学は総合世界60位にランキングされおり、ヨーロッパでは16位、国内では3位。
2024年のQS世界大学ランキングでは総合59位にランキングされている。

## 組織
メンバー間の関係を強化し、潜在的に新しい国際機関を作成するために、いくつかのプロジェクトに取り組んできた。最も有名なプロジェクトは、学士号を取得するための「ソルボンヌ大学」(College de la Sorbonne) と、大学院生のための「ソルボンヌ博士大学」(College Doctoral de la Sorbonne) である。

### ソルボンヌ大学
2014年以来、ソルボンヌ カレッジの学士号 (« Collège des Licenses de la Sorbonne ») は、ソルボンヌ大学の学術プロジェクトを、ソルボンヌ大学に統合されていないソルボンヌ大学グループの法科大学院であるパンテオン アサス大学と調整し、独立を続けてきた。 また、多くの分野で機関横断的なアカデミックコースを提供しているため、学生は両方の機関を卒業できる。たとえば、一部の機関横断的な学士号 (「ダブル ライセンス」) は、以下の学生に提案されている。
科学と歴史学 (ソルボンヌ大学)
科学と音楽学 (ソルボンヌ大学)
科学と哲学 (ソルボンヌ大学)
科学と中国語 (ソルボンヌ大学)
科学とドイツ語 (ソルボンヌ大学)
法と歴史 (パンテオン・アサス大学 / ソルボンヌ大学)
法と美術史 (パンテオン・アサス大学 / ソルボンヌ大学)
法と科学 (パンテオン・アサス大学 / ソルボンヌ大学)
歴史とメディア (ソルボンヌ大学 / パンテオン・アサス大学)

### 博士課程
2010 年以来、すべての博士課程の学生には、ソルボンヌ大学と名付けられた名誉卒業証書が授与されている。この卒業証書は、ソルボンヌ大学を形成する機関の医師や研究者のスキルを強調し、収集する。

2013 年に設立されたソルボンヌ博士大学は、26 の博士課程の活動を調整している。2014年以来、ソルボンヌ大学協会のさまざまなメンバー間で学際的な博士号を取得している。

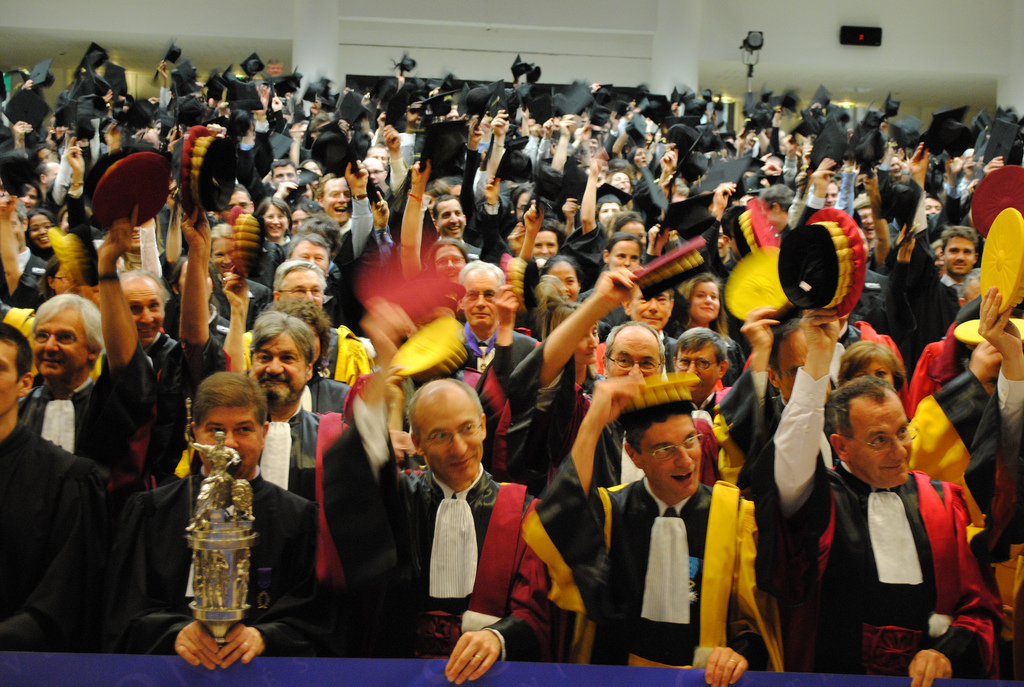
ソルボンヌ大学の卒業式、2011年5月

### 研究
国際レベルでの研究インフラストラクチャの影響力を強化するために、ソルボンヌ大学は、新しい研究分野の強化または探索を目的としたいくつかの研究プログラムを開発した。この革新的な学際的アプローチは、グループのいくつかの施設を集めた4つの新しい学術職の創設によって具現化された。

## 著名な卒業生、関係者

### パリ第四大学パリソルボンヌ、パリ第六大学の卒業生も含む関係者
ソルボンヌ大学は、それを構成する機関の元学生と教師、次のような科学者の中に特に数えられる。
アラン・コンヌ (フィールズ賞 1982年)
Claude Cohen-Tannoudji (1997年ノーベル物理学賞)
エマニュエル・シャルパンティエ（2020年ノーベル化学賞）
Françoise Barré-Sinoussi (2008年ノーベル生理学・医学賞)
Ngô Bảo Châu (フィールズ賞 2010年)
ヴェンデリン ヴェルナー (フィールズ賞 2006年)
ピエール=ルイ・ライオンズ (フィールズ賞 1994年)
Serge Haroche (2012 年ノーベル物理学賞、2009年 CNRS 金メダル)
Yann Le Cun (2018年チューリング賞、深層学習のパイオニア)
ジェラール・ムル（2018年ノーベル物理学賞）
セドリック・ビラーニ（2010年フィールズ賞、2009年から2017年までアンリ・ポアンカレ研究所所長、2017年から国会議員）
また、次のような政治家、作家、ジャーナリスト、ビジネスマンも含まれる。
Julia Ducournau (フランスの映画監督・脚本家)
タハ・フセイン（エジプト人作家・学者、国民教育大臣）
クロード・バルトロネ (2012年から2017年まで国民議会議長)
Alain Fuchs (2007年から 2017年まで CNRS の会長)
Laurent Gbagbo (2000年から2011年までコートジボワール共和国大統領)
リュック・フェリー (政治家、哲学者)
ザビエル・ド・ムーラン (ジャーナリスト、テレビ司会者)
ミシェル・サパン（2014年～2017年経済財務大臣）
Mounir Mahjoubi (政治家、2017年から2019年まで国務長官)
Dominique Strauss-Kahn (2007年から 2011年まで国際通貨基金の理事)
Alexander Stubb（2014年から2015年までフィンランド首相）
Christiane Taubira (2012年から2016年まで法務大臣)
シャーロットとローラ・トレンブル (フランスのシンクロナイズド スイミング選手)30
Laurent Wauquiez (政治家、大臣)
David Castello-Lopes (ジャーナリスト、ユーモリスト)
Aurélie Jean、アルゴリズムと数値モデリングの専門家

## 最近のノーベル賞、フィールズ賞、チューリング賞受賞者
- エマニュエル・シャルパンティエ（博士）、ノーベル化学賞受賞（2020年）
- ジェラール・ムル（博士）: ノーベル物理学賞受賞（2018年）
- セルジュ・アロシュ（博士・教授）：ノーベル物理学賞（2012年））
- クロード・コーエン＝タヌージ（教授）: ノーベル物理学賞（1997年）
- フランソワーズ・バレ＝シヌシ（卒業生）: ノーベル生理学・医学賞（2008年）
- アルトゥル・アビラ（教授）: フィールズ賞（2014年）
- セドリック・ヴィラニ（アンリ・ポアンカレ研究所前所長）: フィールズ賞（2010年）
- ゴ・バオ・チャウ（呉宝珠、学士）: フィールズ賞（2010年）
- ウェンデリン・ウェルナー（博士）: フィールズ賞（2006年）
- ピエール＝ルイ・リオン（博士）: フィールズ賞（1994年）
- アラン・コンヌ（博士・教授）: フィールズ賞（1982年）
- ヤン・ルカン（博士）：チューリング賞（2018年）